# Денисов, Варлам Александрович
Варлам Александрович Дени́сов (14 сентября 1839 — 29 декабря 1904) — генерал-лейтенант, участник Польской (1863—1864) и Русско-турецкой (1877—1878) кампаний, командир 1-й бригады 2-й Сводно-казачьей дивизии Русской Императорской армии.
Из донского дворянского рода Денисовых. На службе казаком Учебного полка с 1 января 1857 года. С 7 мая 1859 года — унтер-офицером Лейб-гвардии Атаманского полка. Произведён в чин корнета 8 октября 1860 года. В чине поручика с 17 апреля 1863 года. Участник Польской кампании 1863—1864 гг.
Произведён: в чин штабс-ротмистра 30 августа 1866 года, в чин ротмистра — 12 апреля 1870 года, в чин подполковника — 14 августа 1872 года, в чин полковника — 13 апреля 1875 года. C 28 июня 1877 года по 29 мая 1885 года в должности командира 10-го Донского казачьего полка. г. Участник Русско-турецкой войны 1877 −1878 гг. Произведён в чин генерал-майора 7 мая 1887 года. С марта 1889 года в должности командира 1-й бригады 2-й Сводно-казачьей дивизии.
Уволен в отставку с чином генерал-лейтенанта и мундиром 15 января 1901 года.
Похоронен 29 декабря 1904 года в г. Новочеркасске.

## Награды
- Орден Святого Станислава 3 степени с мечами и бантом (1863)
- Орден Святой Анны 3 степени (1870)
- Орден Святого Станислава 2 степени (1875)
- Орден Святой Анны 2 степени (1880)
- Орден Святого Владимира 4 степени (1884)
- Орден Святого Владимира 3 степени (1891)
- Орден Святого Станислава 1 степени (1895)
- Орден Святой Анны 1 степени (1899)

## Семья
От брака с Александрой Григорьевной Грековой имел детей:
- Елизавета (р. 25.11.1871),
- Наталья (р. 10.4.1873),
- Ольга (21.12.1882 — после 1920) — супруга уральского казачьего офицера Т. И. Сладкова
- Александр (р. 30.1.1875),
- Святослав (19.9.1878 — 19.4.1957), командующий Донской армией